# بردول آن سی
بردول آن سی (به انگلیسی: Bradwell-on-Sea) یک روستا و محله مدنی در بریتانیا است که در اسکس واقع شده‌است. بردول آن سی ۸۶۳ نفر جمعیت دارد.